# Pseudaclytia major
Pseudaclytia major là một loài bướm đêm thuộc phân họ Arctiinae, họ Erebidae.